# Joseph Pourcet
Joseph Auguste Jean Marie Pourcet, marquis d’Arnéguy  est un général et homme politique français né le 19 mars 1813 à Toulouse (Haute-Garonne) et mort dans la même ville le 10 juin 1886.

## Biographie

### États de service
Il entre à l'École de Saint-Cyr en 1832, en sort premier, dans la cavalerie, et passe à l'École d'état-major. Sous-lieutenant le 1er octobre 1832, lieutenant le 1er janvier 1838, il est envoyé en Algérie, et devient aide de camp du général Changarnier, capitaine le 26 avril 1841, chef d'escadron d'état-major le 8 août 1848, lieutenant-colonel le 15 avril 1852, et colonel, le 26 mars 1855. Il prend part à la guerre de Crimée, est nommé chef d'état-major du corps d'occupation à Rome en 1858, est promu général de brigade le 26 mars 1859, et assiste à la campagne d'Italie où il se distingue à Solférino. Après la guerre, il est appelé aux fonctions de chef d'état-major du 6e corps à Toulouse, alors commandé par le maréchal Niel. Général de division en 1869, il reçoit le commandement de la division d'Alger, il y est maintenu au moment de la rupture avec la Prusse, et ne se voit rappelé en France qu'en octobre 1870, pour présider à l'organisation du 16e corps d'armée. Ayant désapprouvé la proclamation adressée par Gambetta à l'armée après la capitulation de Metz, il est destitué et remplacé par Chanzy. Avec le 25e corps, placé sous son commandement, il tire les derniers coups de canon de la campagne, aux environs de Blois, où il s'illustre le 28 janvier 1871 en libérant le faubourg de Vienne aux côtés du général Bertrand de Chabron. Cette année-là, il commande la 12e division militaire (Toulouse), et, en octobre 1873, remplit les fonctions de ministère public dans le procès Bazaine. Son réquisitoire et sa vive réplique à Me Lachaud, défenseur de l'accusé, sont également remarqués. Le 3 février 1874, il fut appelé au commandement de la 36e division d'infanterie (Bayonne), et eut pour mission de surveiller la frontière espagnole, encombrée de carlistes.

### Carrière politique
En 1876, il accepte d'être candidat au Sénat, « sur le terrain constitutionnel », est élu sénateur de la Haute-Garonne, le 30 janvier, par 339 voix (669 votants), prend place au groupe constitutionnel, appuie le plus souvent la politique de la droite, et vote pour la dissolution de la Chambre demandée par le ministère de Broglie, le 23 juin 1877. En novembre 1877, il est rapporteur du projet de loi sur la réorganisation de l'état-major, et échoue, au renouvellement triennal du 5 janvier 1879. Il est mis à la retraite, le 2 avril suivant. Chevalier de la Légion d'honneur du 17 septembre 1841, officier du 27 août 1845, commandeur du 10 novembre 1856, grand-officier du 6 mars 1867, grand-croix du 18 mars 1878, il fut créé par le roi d'Espagne, Alphonse XII, marquis d'Améguy, le 19 avril 1876. M. Pourcet a publié: Campagne sur la Loire; les débuts du 16e corps; le 25e corps (1874).